# Microfilistata
Genre
Microfilistata est un genre d'araignées aranéomorphes de la famille des Filistatidae.

## Distribution
Les espèces de ce genre se rencontrent au Turkménistan, au Tadjikistan et en Iran.

## Liste des espèces
Selon World Spider Catalog (version 19.0, 27/06/2018) :
- Microfilistata magalhaesi Zamani & Marusik, 2018
- Microfilistata ovchinnikovi Zonstein, 2009
- Microfilistata tyshchenkoi Zonstein, 1990

## Publication originale
- Zonstein, 1990 : A synopsis of species of the spider family Filistatidae (Aranei) of the USSR with description of a new genus and a new species from western Tyen-Shan. Zoologicheskii zhurnal, vol. 69, no 10, p. 50-53.